# Popolo serpente
Il popolo serpente è una razza di creature immaginarie ideata da Robert E. Howard per i racconti del ciclo di Kull di Valusia. La loro prima apparizione avviene in un racconto pubblicato nel 1929 sul pulp magazine Weird Tales.
Howard non è stato comunque il primo autore a narrare di creature umanoidi dall'aspetto di rettile: lo scrittore pulp Abraham Merritt pubblicò infatti nel 1923 il racconto Il volto nell'abisso, in cui una donna serpente dell'era mesozoica, ultima sopravvissuta della sua specie, si allea con i protagonisti umani nella lotta per far trionfare il bene.
A partire dal settembre del 1971, la casa editrice Marvel Comics inserì saltuariamente il popolo serpente nei fumetti della saga di Conan il barbaro, sceneggiata e disegnata da Roy Thomas e Marie Severin. Successivamente, gli uomini serpente appariranno anche nella serie animata dedicata a Conan, prodotta nel 1992 e andata in onda in Italia a metà anni Novanta.
Inoltre, scrittori come Lin Carter e Clark Ashton Smith hanno fatto del popolo serpente un protagonista di alcuni racconti legati ai Miti di Cthulhu di Lovecraft.

## Origine e società
Nella saga di Kull di Valusia, il popolo serpente venera una divinità conosciuta come il Grande Serpente. In seguito, gli scrittori identificheranno questo dio con il Grande Antico Yig e con il dio Set dei racconti della serie di Conan il barbaro.
Il popolo serpente, stando al suo credo, sarebbe stato creato eoni addietro dal Grande Serpente. A un certo punto, questo popolo si è evoluto in due gruppi distinti: a fianco degli umanoidi con testa di serpente sono nate anche potentissime creature con giganteschi corpi di serpente e teste umane, dotate di piccoli serpenti al posto dei capelli (come la Medusa mitologica). Questi orrendi esseri hanno una forza immane, poteri ipnotici e un morso velenoso.
Il Primo Impero del popolo serpente, durante il Paleozoico, era situato in Valusia, sulla costa occidentale del continente di Thuria. La Valusia è una nazione immaginaria appartenente alle storie di Kull, opera dello scrittore Robert E. Howard. Stando a questi racconti, 20.000 anni fa il popolo serpente tentò di conquistare il mondo: l'umano Kull, originario di Atlantide e a quell'epoca re di Valusia, si opporrà con tutte le sue forze all'invasione dei rettili bipedi.
L'antico impero serpente si fondava sulla stregoneria e l'alchimia, ma collassò con la venuta dei dinosauri circa 225 milioni di anni fa (durante il Triassico). In origine, gli uomini serpente dominavano sugli umani, ma vennero sconfitti e sterminati in questa lotta. In seguito e per lungo tempo, gli esseri umani presero controllo della Valusia e il ricordo degli uomini serpente divenne sempre più labile, fino a sbiadire nella leggenda. Alcuni uomini serpente sopravvissuti riuscirono ad infiltrare la società umana e a prenderne il controllo, finché non furono scoperti e nuovamente eliminati in una guerra segreta. In seguito la tattica dell'infiltrazione venne di nuovo utilizzata: gli uomini serpente sfruttarono la magia per assassinare i sovrani umani e prendere il loro posto senza che nessuno se ne accorgesse, poi imposero il culto del dio Serpente. Il loro potere venne sgretolato da Kull.
Dopo la devastazione subita in Valusia, gli uomini serpente fuggirono a Yoth, una caverna vicino K'n-yan, nel Nord America. Qui costruirono città sotterranee le cui rovine resistono ancora oggi. La caduta definitiva del popolo serpente avvenne per mano del dio Yig, infuriato per essere stato abbandonato a favore di un'altra divinità, Tsathoggua.

## Aspetto e abilità
Queste creature hanno la testa come quella di un serpente montata su di un corpo umanoide ricoperto da una scagliosa pelle di rettile. Possiedono abilità magiche, tra cui spicca la capacità di camuffarsi in modo tale da essere scambiati per esseri umani. In alcuni racconti, lo spirito di qualcuno assassinato da un uomo serpente finisce col divenire suo schiavo.

## Il popolo serpente in altre opere

### Nei Miti di Cthulhu
Nel racconto di H. P. Lovecraft intitolato La città senza nome si parla di un'antica città araba edificata da una razza di rettili umanoidi.
In "L'ombra venuta dal tempo", invece, la mente del protagonista viene temporaneamente improgionata nel corpo di un rappresentante della Razza di Yith; mentre è in questo stato, il protagonista conferisce con membri di varie razze sottoposti al suo stesso trattamento, fra cui un esponente del "popolo di rettili della leggendaria Valusia".
Nel racconto L'abitatore del buio, infine, Lovecraft menziona esplicitamente gli "uomini serpente di Valusia".
Queste connessioni dirette con i lavori di Robert E. Howard non sorprende, visto che i due autori si conoscevano personalmente e si sono più volte citati nei rispettivi scritti, al punto che molte storie di Conan il barbaro e di Kull di Valusia devono essere considerate parte integrante dei Miti di Cthulhu".

### In Conan il barbaro
Le ambientazioni del ciclo di Kull di Valusia e di Conan il barbaro, entrambe frutto della fantasia di Robert E. Howard, sono collegate fra loro: l'era di Thuria, in cui si svolgono le avventure di Kull, precede infatti temporalmente l'era Hyboriana, in cui vive e combatte Conan. Tuttavia, gli uomini serpente non compaiono mai nelle avventure di Conan scritte da Howard.
Nel 1971, il popolo serpente appare in un fumetto della Marvel che è l'adattamento di uno dei romanzi dell'epopea di Kull. Da quel momento, gli uomini serpente faranno spesso parte anche delle avventure di Conan, sia nei fumetti che nella serie animata.

### Nei fumetti
Il popolo serpente è spesso presente nell'universo della Marvel: originato dal demone Set, dominò la Terra in epoca preistorica, ma venne portato all'estinzione circa 8.000 anni fa dall'intervento di Kull prima e Conan poi. Tuttavia alcuni umani continuarono ad adorare Set e la sua progenie Sligguth, finendo con l'assumere in parte l'aspetto e i poteri degli originari uomini serpente.
Lo stesso Spider-Man, nelle sue avventure, ha qualche volta affrontato degli uomini serpente.

### InHe-Man
Nella saga di He-Man il popolo serpente proviene dal lontano passato e combatte contro He-Ro/Lord Grayskull. Per la precisione, gli uomini serpente sono confinati in un'altra dimensione dalla quale cercano di fare ritorno per imporre il loro potere sul regno di Eternia.